# Liste der Kulturdenkmäler in Olberode
Die folgende Liste enthält die in der Denkmaltopographie ausgewiesenen Kulturdenkmäler auf dem Gebiet des Ortsteils Olberode der  Stadt Oberaula, Schwalm-Eder-Kreis, Hessen.
Hinweis: Die Reihenfolge der Denkmäler in dieser Liste orientiert sich an der Anschrift, alternativ ist sie auch nach der Bezeichnung oder der Bauzeit sortierbar.
Kulturdenkmäler werden fortlaufend im Denkmalverzeichnis des Landes Hessen durch das Landesamt für Denkmalpflege Hessen auf Basis des Hessischen Denkmalschutzgesetzes (HDSchG) geführt. Die Schutzwürdigkeit eines Kulturdenkmals hängt nicht von der Eintragung in das Denkmalverzeichnis des Landes Hessen oder der Veröffentlichung in der Denkmaltopographie ab.

| Bild            | Bezeichnung                           | Lage                                                | Beschreibung | Bauzeit                            | Daten |
| --------------- | ------------------------------------- | --------------------------------------------------- | ------------ | ---------------------------------- | ----- |
| Bild gesucht BW | Erntennenhaus Am Schorbach 1          | Am Schorbach 1 LageFlur: 2, Flurstück: 28           |              | Zweite Hälfte des 18. Jahrhunderts |       |
| Bild gesucht BW | Tagelöhnerhäuschen Am Schorbach 4     | Am Schorbach 4 LageFlur: 2, Flurstück: 21           |              | Spätes 18. Jahrhundert             |       |
| Bild gesucht BW | Fachwerkhaus Am Schorbach 5           | Am Schorbach 5 LageFlur: 3, Flurstück: 77           |              | um 1670                            |       |
| Bild gesucht BW | Wohnwirtschaftsgebäude Am Schorbach 7 | Am Schorbach 17 LageFlur: 3, Flurstück: 78          |              | Frühes 19. Jahrhundert             |       |
| Bild gesucht BW | Ernhaus Kasseler Straße 17            | Kasseler Straße 17 LageFlur: 1, Flurstück: 7        |              | Frühes 19. Jahrhundert             |       |
| Bild gesucht BW | Evangelische Filialkirche             | LageFlur: 2, Flurstück: 30                          |              | um 1800                            |       |
| Bild gesucht BW | Wohnhaus Schwarzenborner Straße 2     | Schwarzenbörner Straße 2 LageFlur: 2, Flurstück: 22 |              | Frühes 20. Jahrhundert             |       |